# Hemileius quadripilis
Hemileius quadripilis är en kvalsterart som först beskrevs av Fitch 1856.  Hemileius quadripilis ingår i släktet Hemileius och familjen Hemileiidae. Inga underarter finns listade i Catalogue of Life.